# Natalja Antiuch
Natalja Nikołajewna Antiuch (ros. Наталья Николаевна Антюх; ur. 26 czerwca 1981 w Leningradzie) – rosyjska lekkoatletka, specjalizująca się w biegu na 400 metrów i 400 metrów przez płotki, dwukrotna medalistka igrzysk olimpijskich, wielokrotna medalistka mistrzostw świata i Europy. Zdyskwalifikowana za doping.
W 2017 roku sztafecie rosyjskiej odebrano medale wywalczone na mistrzostwach świata w Berlinie oraz na mistrzostwach świata w Moskwie.

## Największe osiągnięcia
| Rok  | Rodzaj zawodów                          | Miasto     | Konkurencja                | Miejsce | Wynik   |
| ---- | --------------------------------------- | ---------- | -------------------------- | ------- | ------- |
| 2002 | Halowe mistrzostwa Europy               | Wiedeń     | 400 m                      | 1.      | 51,65   |
| 2002 | Mistrzostwa Europy                      | Monachium  | 4 × 400 m                  | 2.      | 3:25,59 |
| 2003 | Halowe mistrzostwa świata               | Birmingham | 4 × 400 m                  | 1.      | 3:28,45 |
| 2004 | Igrzyska olimpijskie                    | Ateny      | 400 m                      | 3.      | 49,89   |
| 2004 | Igrzyska olimpijskie                    | Ateny      | 4 × 400 m                  | 2.      | 3:20,16 |
| 2005 | Mistrzostwa świata                      | Helsinki   | 4 × 400 m                  | 1.      | 3:20,95 |
| 2006 | Halowe mistrzostwa świata               | Moskwa     | 4 × 400 m                  | 1.      | 3:24,91 |
| 2007 | Halowe mistrzostwa Europy               | Birmingham | 4 × 400 m                  | 2.      | 3:28,16 |
| 2007 | Mistrzostwa świata                      | Osaka      | 400 m                      | 6.      | 50,33   |
| 2007 | Mistrzostwa świata                      | Osaka      | 4 × 400 m                  | 4.      | 3:20,25 |
| 2009 | Halowe mistrzostwa Europy               | Turyn      | 4 × 400 m                  | 1.      | 3:29,12 |
| 2009 | Mistrzostwa świata                      | Berlin     | 4 x 400 m                  | DSQ     | 3:21,64 |
| 2010 | Superliga drużynowych mistrzostw Europy | Bergen     | 400 m przez płotki         | 1.      | 55,27   |
| 2010 | Superliga drużynowych mistrzostw Europy | Bergen     | 4 × 400 m                  | 1.      | 3:23,76 |
| 2010 | Mistrzostwa Europy                      | Barcelona  | 400 m przez płotki         | 1.      | 52,92   |
| 2010 | Puchar interkontynentalny               | Split      | 400 m przez płotki         | 4.      | 55,19   |
| 2011 | Superliga drużynowych mistrzostw Europy | Sztokholm  | 400 m przez płotki         | 2.      | 54,52   |
| 2012 | Igrzyska olimpijskie                    | Londyn     | 400 m przez płotki         | DSQ     | 52,70   |
| 2012 | Igrzyska olimpijskie                    | Londyn     | sztafeta 4 × 400 m         | DSQ     | 3:20,23 |
| 2013 | Mistrzostwa świata                      | Moskwa     | sztafeta 4 × 400 m (elim.) | DSQ     | 3:23,51 |

## Rekordy życiowe
- bieg na 400 m – 49,85 s (2004)
- bieg na 400 m (hala) – 50,37 s (2006)
- bieg na 400 m przez płotki – 52,70 (2012) 10. wynik w historii światowej lekkoatletyki[2]

## Ordery i odznaczenia
- Order Honoru (13 sierpnia 2012 roku) – za wielki wkład w rozwój kultury fizycznej i sportu, wysokie osiągnięcia sportowe na XXX Letnich Igrzyskach Olimpijskich w Londynie[4]
- Order Przyjaźni (18 lutego 2006 roku) – za wielki wkład w rozwój kultury fizycznej i sportu, wysokie osiągnięcia sportowe[5]